# St. Bernardus

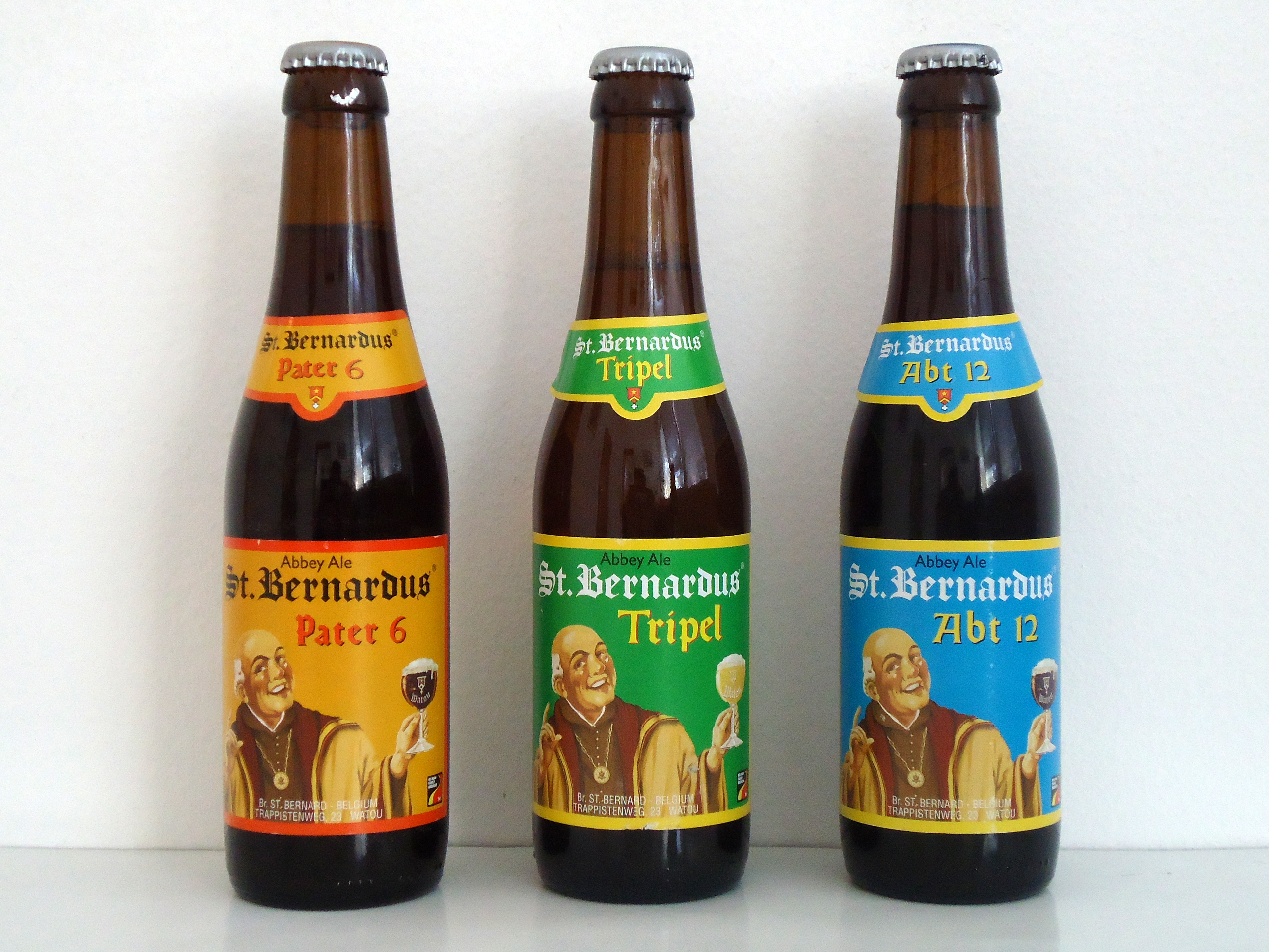
St. Bernardus Pater 6, Tripel y Abt 12.

San Bernardus es una fábrica de cerveza en Watou, Bélgica.

## Historia
En el siglo XIX el anticlericalismo en Francia obligó a la Abadía de Mont des Cats a trasladarse a la aldea de Watou en Flandes Occidental, Bélgica. Se establecen con el nombre de Refugio de Nuestra Señora de San Bernardo y originalmente producían queso para financiar las actividades de la abadía. En 1934, se decidió cerrar la sede belga y regresar las actividades monásticas a Francia con Evarist Deconinck encargándose de la fábrica de queso.
En 1945, la abadía de San Sixto decidió suspender la venta de su cerveza y se llegó a un acuerdo por el cual los monjes sólo elaborarían cerveza para consumo propio pero podían venderlo al público a las puertas del monasterio y a un par de tabernas ligadas al monasterio. Le concedieron la licencia de hacer cervezas a la quesería, y se funda Sint Bernardus Brouwerij (la cervecería de San Bernardo). El maestro cervecero de Westvleteren, Mathieu Szafranski (de origen polaco) se convirtió en socio de la fábrica de cerveza y trajo consigo las recetas, su experiencia y la cepa de levadura que usaban en San Sixto. En 1962 se firma un nuevo acuerdo por el cual Deconinck se encargaba de la fabricación, distribución y venta de las cervezas. En 1992, el acuerdo se rompe debido a que los monasterios trapenses deciden que la auténtica cerveza trapense sólo podía ser elaborada dentro de los muros de un monasterio. Desde 1992, la cerveza elaborada en Watou se ha vendido bajo la marca St. Bernardus.
La gama de cervezas St Bernardus es lo más cercano a las cervezas Westvleteren producidas en la abadía de San Sixto, que son más difíciles de conseguir. De hecho, la levadura original de San Sixto es la que usa St. Bernardus. San Sixto usa una cepa de levadura nueva desde la década de 1990 procedente de Westmalle.

## Cervezas

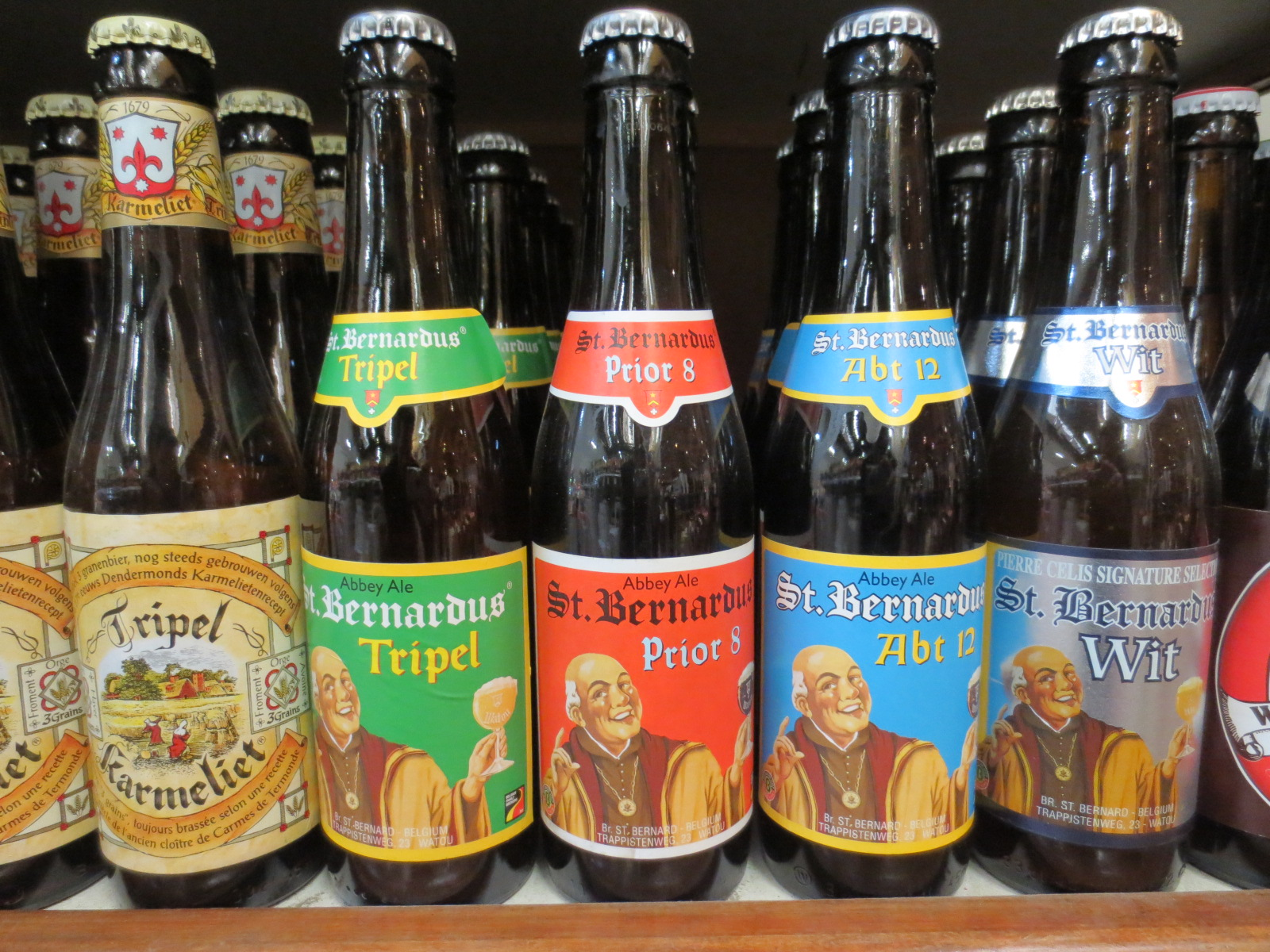
Cerveza St. Bernardus

Siete de las cervezas que se venden bajo la de San Bernardus etiqueta:
- St. Bernardus Tripel (8 % vol. alc.)
- St. Bernardus Extra 4 (4.8 % vol. alc.)
- St. Bernardus Pater 6 (6.7 % vol. alc.)
- St. Bernardus Prior 8 (8 % vol. alc.)
- St. Bernardus Abt 12 (10.0 % vol. alc.)
- St. Bernardus Witbier (5.5 % vol. alc) esta cerveza fue creada en colaboración con el famoso fabricante de cerveza Pierre Celis.[5]
- Watou Tripel - Belgian Tripel (un 7,5 % ABV)
- St. Bernardus Christmas Ale (10 % ABV); sólo disponible durante el invierno[6]

Previamente vendido bajo la marca St Bernardus:
- Grottenbier - estilo Belgian Dark Ale (6,5 % vol. alc.). Su nombre significa "cerveza de cueva", porque la cerveza madura en una cueva durante dos meses. En venta desde el año 2001 hasta el 2014, ahora se vende bajo el nombre de "Grotten Santé" por la Cervecería Kazematten.[7]

## Copa

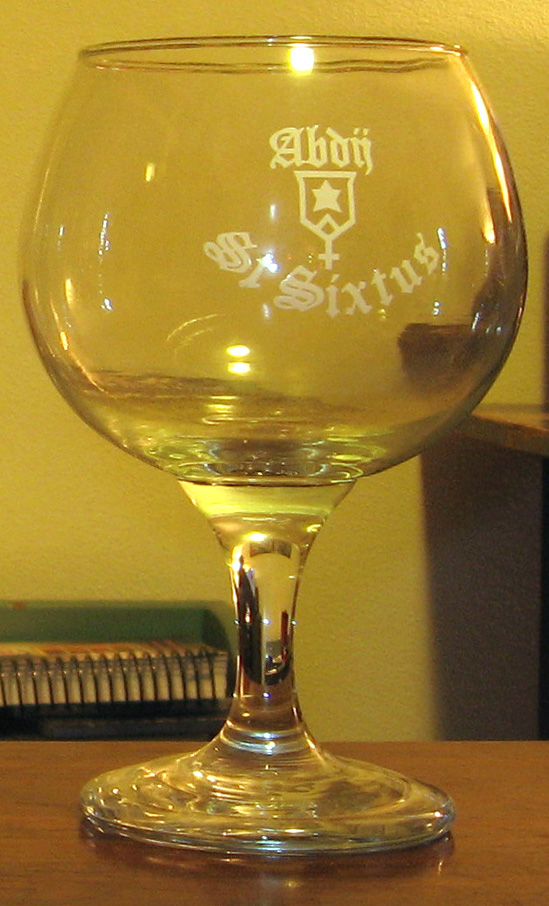
Antiguo vaso con el nombre St. Sixtus
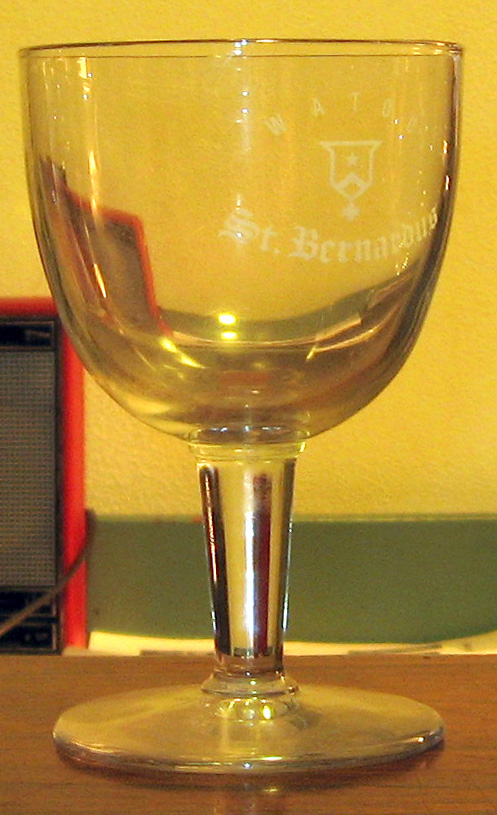
Vaso actual